# Љубомир Маџар
Љубомир Маџар (Будачка Ријека, 30. септембар 1938) српски је економиста и универзитетски професор у пензији.

## Биографија
Рођен је 1938. у Будачкој Ријеци, Хрватска. Гимназију је завршио у Сомбору 1957, дипломирао је на Економском факултету у Београду 1961, магистрирао је у САД, на Williams College 1964. године. Године 1968. докторирао је на Економском факултету у Београду. Научни сарадник постао је 1968, виши научни сарадник 1974, научни саветник 1984. године. За доцента је изабран 1970. године, за ванредног професора 1976. и редовног 1982. године.
Објавио је десетак књига и око 400 чланака у стручним часописима. Основно стручно опредељење је област привредног развоја - теоријска и емпиријка анализа - институционална економија и текућа питања економске политике и привредно-системске изградње. Предавао је на предмету Теорија и планирање привредног развоја и Привредни развој. Интензивно се бавио приватизацијом и обликовањем трајно утемељених институција тржишне привреде.